# マルナカ徳島店
マルナカ徳島店（マルナカとくしまてん）は、徳島県徳島市西新浜町にある大型商業施設（ショッピングセンター）である。

## 概要
マルナカのスーパーセンター業態1号店として徳島市西新浜町に2003年12月20日にオープン。1階に食品売場・衣料品・生活用品などの直営売場とヤマダ電機などの専門店があり、2階に玩具コーナー・宮脇書店・ゲームセンターなどの専門店がある。
またマルナカの運営は開業当初株式会社マルナカが行っていたが、その後の事業再編により2021年3月1日から2024年2月29日まではマックスバリュ西日本、2024年3月1日以降はフジへと運営会社が移り変わっている。

## 交通
- 徳島南部自動車道「徳島津田インターチェンジ」より車で約1分。
- JR「文化の森駅」より車で約5分。